# 패스 (축구)

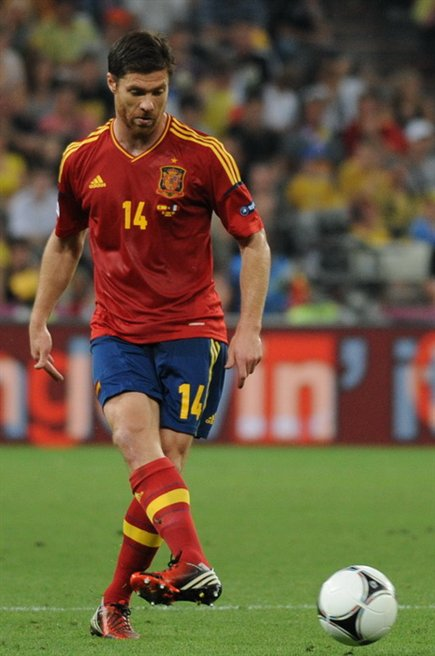
패스하는 사비 알론소

패스(Pass)는 축구의 기술 중 하나로, 같은 팀 선수에게 공을 주는 것으로, 축구에서 "열쇠"라고 말할 수 있다. 좋은 패스를 구사하기 위해서는 넓은 시야를 볼 수 있는 능력과 순발력, 침투력 등이 요구된다. 패스를 통해 이어진 동료선수의 슛이 골로 연결되었다면 주로 그 마지막 패스를 어시스트라고 표현하며 '어시스트'라는 기록으로 남는다. 우리나라에서는 '도움'이라 표현하는 경우도 있다.
센스있는 패스를 잘하기로 유명한 축구선수 일명
'패스 마스터'로는 스콜스, 안드레스 이니에스타, 사비 에르난데스, 사비 알론소, 다비드 실바, 세스크 파브레가스, 후안 마타, 루카 모드리치, 프란체스코 토티, 안드레아 피를로, 스티븐 제라드, 호나우지뉴, 토니 크로스, 리오넬 메시, 메수트 외질, 크리스티안 에릭센, 기성용 하메스 로드리게스 등이 있다. 선수들마다 패스 스타일이나 선호하는 방식이 다르기도 하다.패스는 이런 선수들 뿐 아니라 팀 동료들과 호흡이 맞을 때 비로소 경기에서 큰 영향을 미칠 수 있다.

## 목적
패스를 하는 이유 중 하나는 같은 팀 선수끼리 패스를 하면서 공의 점유율을 높일 수 있다. 또한 좋은 공격 기회의 발판을 마련할 수 있다. 이러한 패스의 목적을 근간으로한 축구전술이 바로 티키타카이다.

## 종류
- 롱 패스 (Long pass)
- 숏 패스 (Shot pass)
- 월 패스 (Wall pass): 패스한 사람에게 바로 공을 차는 패스다.[1]
- 스루 패스 (Through pass): 상대팀 선수 사이로 공을 차서 보내는 패스다.[2]
- 백 패스 (Back pass): 뒤쪽에 있는 같은 팀 선수에게 하는 패스다.
- 노룩 패스 (No-Look pass)는 공이나 공의 방향쪽으로 시선을 주지 않고 패스하는 것을 의미하는 신조어이며 이는 축구 뿐만 아니라 농구나 핸드볼 등 다른 구기종목에서도 쓰인다. 축구에서는 호나우지뉴선수가 노룩 패스로 유명하다. 대한민국에서는 2017년 국회의원인 김무성이 일명 캐리어 노 룩 패스로 논란이 되어 한때 대한민국에서 '노 룩 패스'라는 용어가 화제가 되기도 했다.
- 크로스 (Cross)

## 같이 보기
- 패스 (스포츠)